# الحزب الاشتراكي للمضطهدين
الحزب الاشتراكي للمضطهدين (بالتركية: Ezilenlerin Sosyalist Partisi)‏؛ (بالكردية: Partiya Sosyalîst a Bindestan)‏ هو حزب سياسي ماركسي لينيني في جمهورية تركيا يعرِّف نفسه على أنه «حزب اشتراكي ثوري مناضل يقاتل من أجل جمهورية اتحادية للعمال والعمال في تركيا وشمال كردستان».

## التطوير
تعتقد بعض المصادر، بما في ذلك المسؤولون العموميون، أن الحزب الاشتراكي للمضطهدين هو واجهة قانونية للحزب الشيوعي الماركسي اللينيني المنتسب إلى التنسيق الدولي للأحزاب والمنظمات الثورية المحظور. من بين مؤسسيه فيغين يوكسيكداغ، الرئيس المشارك السابق لحزب الشعوب الديمقراطي.
الحزب هو أحد المشاركين في مؤتمر الشعوب الديمقراطي، وهي مبادرة سياسية فاعلة في تأسيس حزب الشعوب الديمقراطي عام 2012.

## الملاحقة القضائية
في عام 2013 وصفتها صحيفة ديلي تلغراف بأنها «مجموعة يسارية صغيرة» بعد مداهمة منازل 90 من أعضاء الحزب الاشتراكي الأوروبي فيما يتعلق بمشاركتهم في احتجاجات عام 2013 في تركيا. أشارت تلغراف إلى أن «الشرطة قامت أيضًا بتفتيش مكاتب أتيليم [ATILIM] يوميًا ووكالة أنباء إتكين وهي وسائل الإعلام المحلية مرتبطة بمجموعة الحزب الاشتراكي للمضطهدين، ملثما ذكرت محطات التلفزة NTV وسي إن إن التركية».

## تفجير 2015
كان جناح الشباب في الحزب الاشتراكي للمضطهدين، المعروف باسم اتحاد جمعيات الشباب الاشتراكي، الهدف الرئيسي لتفجير سروج 2015. سافرت مجموعة من إسطنبول إلى سروج على الحدود السورية للمساعدة في إعادة إعمار بلدة كوباني السورية المجاورة بعد أن دمرتها الحرب.